# Rudolf Mlčoch
Rudolf Mlčoch (17. dubna 1880 Třebčín – 8. dubna 1948 Olomouc) byl český podnikatel, novinář, politik období československé první republiky, zakladatel živnostenské strany a redaktor Živnostenského zpravodaje a Československého deníku.

## Život
Začal studovat reálnou školu v Prostějově, ze studií však po čase odešel. U svého otce se vyučil košíkářem, později absolvoval košíkářskou školu v Mělníku. Později získal další odborné zkušenosti v Praze a ve Vídni.

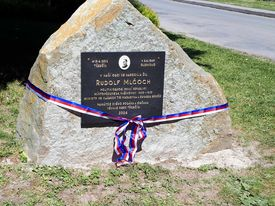
Pamětní deska Rudolfa Mlčocha v Třebčíně

Po návratu zpět do Prostějova založil košíkářský závod. Po čase se začal věnovat činnosti v živnostenských korporacích. Začínal v Prostějově, brzy se však věnoval svým činnostem po celé Moravě. V roce 1904 převzal redakci prostějovského deníku Živnostenský zpravodaj.
Jeho znalosti prostředí, problémů a potřeb drobných živnostníků mu pomohly v roce 1908 při založení živnostenské strany, která též hájila jejich zájmy. Později jí společně s J. V. Najmanem vtiskli ideový i organizační profil. V Revolučním národním shromážděním byl jediným zástupcem své strany, zpočátku byl hospitantem v sociálnědemokratickém klubu. Na sjezdu strany v roce 1930 zdůvodnil nutnost spolupráce s agrární stranou. Zastával názory „poctivého nacionalismu, důsledné demokracie a zachování soukromého podnikání“.
Byl členem Státní rady živnostenské, účastnil se též tvorby nového právního řádu. V lednu 1919 založil v Olomouci svůj stranický deník Československý deník, jehož byl ředitel i šéfredaktor. V letech 1933–1941 byl šéfredaktorem olomouckého Moravského deníku.
Po vzniku Československa byl jediným poslancem živnostenské strany v Revolučním Národním shromáždění. V letech 1920–1939 byl poslancem Národního shromáždění (ve volbách v roce 1935 získala jeho strana 17 mandátů). V parlamentu setrval do jeho rozpuštění roku 1939, přičemž v prosinci 1938 ještě přestoupil do poslaneckého klubu nově ustavené Strany národní jednoty.
V letech 1935–1937 byl místopředsedou sněmovny, 1925–1926 ministrem veřejných prací, 1929–1932 ministrem železnic a 1937–1938 ministrem průmyslu, obchodu a živností.